# 池田敬子
池田敬子（日语：池田 敬子，1933年11月11日—2023年5月13日）是一名日本女子体操运动员。她在1964年东京夏季奥林匹克运动会中，获得女子团体铜牌。她也参加了多届世界锦标赛，获得1枚金牌、1枚银牌和6枚铜牌。
2023年5月13日，因脑瘤在神奈川县川崎市的养老院去世，享壽89岁。